# Рабатка

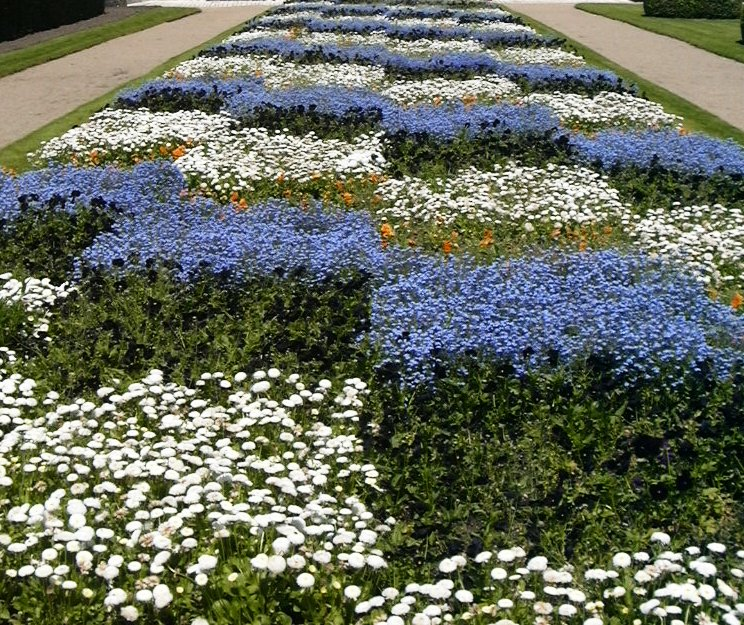
Двусторонняя рабатка с использованием трёх видов растений. Тур, Франция

Раба́тка (от нем. Rabatte — грядка) — прямоугольный цветник в виде узкой (ширина до 2—3 метров) полосы вдоль садовой дорожки, забора или ограды; с одним или несколькими видами растений. Обычно рабатка имеет параллельные стороны.
Один из элементов ландшафтной архитектуры.
По наличию бордюра рабатки разделяются на односторонние и двусторонние.